# 테투안

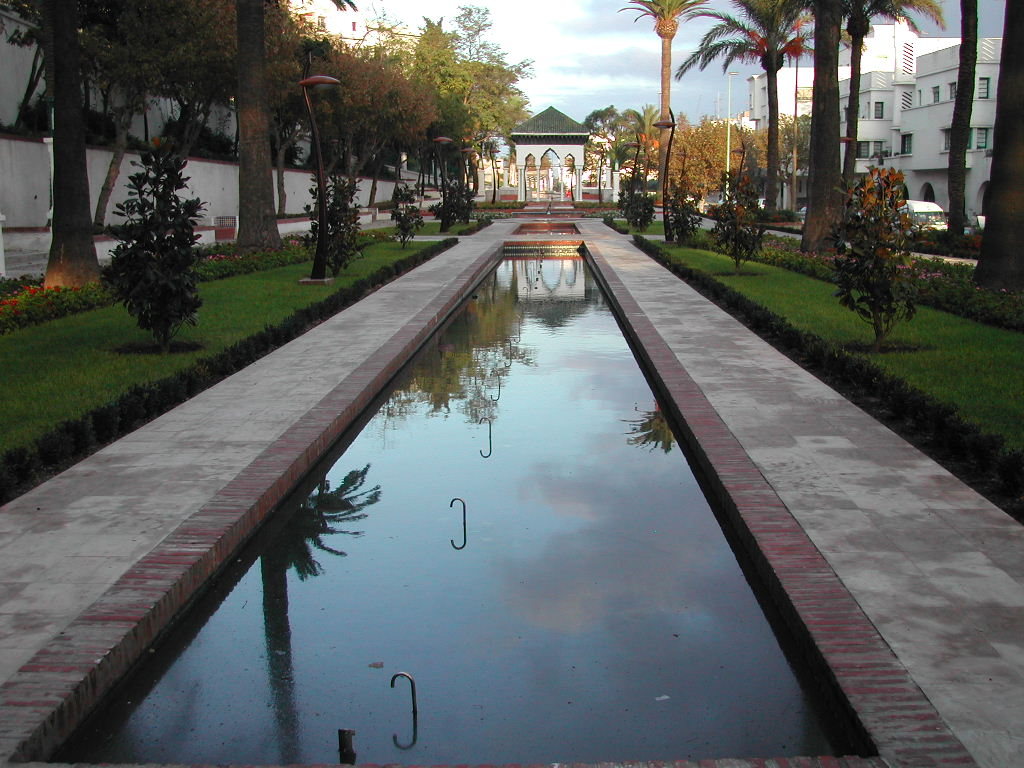

테투안(프랑스어: Tétouan, 아랍어: تطوان, tiṭwān, 베르베르어: ⵜⵉⵟⵟⴰⵡⵉⵏ, 스페인어: Tetuán, 혹은 Tetuan, Tettawen, Tettawin)은 모로코 북부의 도시이다. 지중해를 바라보고 있으며 지브롤터 해협에서는 남쪽으로 얼마 떨어지지 않은 도시이다. 2004년 기준 32만 명 정도의 거주민이 있으며 인근에 사니아 라멜 공항이 있다. 도시 이름은 베르베르어로 "눈"을 뜻한다.
아랍어가 공식 언어이지만 일상적으로는 쓰지 않으며 모로코 아랍어가 쓰인다. 스페인어와 프랑스어 사용은 사업가나 인텔리 사이에서는 널리 사용되며 이슬람교가 가장 보편적이나 기독교인은 소수로 존재한다.
탕헤르에서 동쪽으로 60 km 떨어진 돗심타에타는 40km 정도 남쪽으로 떨어져 있다. 리프 산맥의 북부 끝이며 남서쪽으로 산에 둘러싸여 있다. 테우탄은 오렌지와 아몬드, 지중해산 사이프러스 등 여러 식물의 본산이다. 산맥지대가 많아 협곡지대가 많으며 이 일대는 가장 비옥한 지대로 꼽힌다.
도시 거리는 상당히 넓고 직선형이며 대부분의 집이 귀족식 가옥으로 알안달루시아에서 쫓겨난 이슬람 사람들이 모여 살게 되면서 생겨난 도시라 그들의 후손들이 대다수다. 대리석 분수대와 오렌지 나무로 가로수를 삼고 있다. 건축 양식 또한 그라나다의 알람브라 궁전과 상당히 흡사하며 기둥이나 바닥 디자인도 이런 방식을 따르고 있다. 전통 수공업으로는 점토나 타일, 전통 슬리퍼, 천 등이며 소녀들이 입는 치마와 옷감의 주재료이다. 유대인은 멜라라고 불리는 다른 지역에서 별도로 살고 있으며 밤에는 그 출입문까지 닫는다.
테투안 항구는 아주 작은 배만이 지나칠 수 있으며 동쪽을 향하고 있다. 항구 지대를 위주로 하여 여러 주민들이 사는데 레벤트 인이 많이 모여 있어 안전하지 않다.

## 기후
| Tétouan의 기후            | Tétouan의 기후 | Tétouan의 기후 | Tétouan의 기후 | Tétouan의 기후 | Tétouan의 기후 | Tétouan의 기후 | Tétouan의 기후 | Tétouan의 기후 | Tétouan의 기후 | Tétouan의 기후 | Tétouan의 기후 | Tétouan의 기후 | Tétouan의 기후 |
| 월                        | 1월            | 2월            | 3월            | 4월            | 5월            | 6월            | 7월            | 8월            | 9월            | 10월           | 11월           | 12월           | 연간           |
| ------------------------- | -------------- | -------------- | -------------- | -------------- | -------------- | -------------- | -------------- | -------------- | -------------- | -------------- | -------------- | -------------- | -------------- |
| 역대 최고 기온 °C (°F)    | 22.0 (71.6)    | 26.2 (79.2)    | 25.8 (78.4)    | 27.5 (81.5)    | 32.6 (90.7)    | 35.6 (96.1)    | 38.0 (100.4)   | 41.0 (105.8)   | 36.4 (97.5)    | 32.6 (90.7)    | 28.0 (82.4)    | 25.8 (78.4)    | 41.0 (105.8)   |
| 일평균 최고 기온 °C (°F)  | 16.8 (62.2)    | 17.1 (62.8)    | 18.6 (65.5)    | 21.0 (69.8)    | 23.4 (74.1)    | 26.4 (79.5)    | 29.5 (85.1)    | 30.1 (86.2)    | 27.7 (81.9)    | 24.0 (75.2)    | 19.7 (67.5)    | 17.1 (62.8)    | 22.6 (72.7)    |
| 일일 평균 기온 °C (°F)    | 13.3 (55.9)    | 13.3 (55.9)    | 14.7 (58.5)    | 16.5 (61.7)    | 18.9 (66.0)    | 22.0 (71.6)    | 24.5 (76.1)    | 25.3 (77.5)    | 23.0 (73.4)    | 19.8 (67.6)    | 15.6 (60.1)    | 13.6 (56.5)    | 18.4 (65.1)    |
| 일평균 최저 기온 °C (°F)  | 9.7 (49.5)     | 9.3 (48.7)     | 10.8 (51.4)    | 12.0 (53.6)    | 14.6 (58.3)    | 17.6 (63.7)    | 19.7 (67.5)    | 20.5 (68.9)    | 18.7 (65.7)    | 15.6 (60.1)    | 11.5 (52.7)    | 10.2 (50.4)    | 14.2 (57.6)    |
| 역대 최저 기온 °C (°F)    | 1.6 (34.9)     | −0.5 (31.1)    | 3.8 (38.8)     | 6.2 (43.2)     | 7.2 (45.0)     | 10.8 (51.4)    | 11.6 (52.9)    | 13.6 (56.5)    | 5.5 (41.9)     | 4.8 (40.6)     | 3.8 (38.8)     | 1.5 (34.7)     | −0.5 (31.1)    |
| 평균 강수량 mm (인치)     | 118 (4.6)      | 116 (4.6)      | 114 (4.5)      | 45 (1.8)       | 38 (1.5)       | 26 (1.0)       | 1 (0.0)        | 1 (0.0)        | 19 (0.7)       | 54 (2.1)       | 125 (4.9)      | 140 (5.5)      | 799 (31.5)     |
| 평균 강수일수 (≥ 0.1 mm)  | 11             | 11             | 11             | 5              | 6              | 5              | 0              | 2              | 5              | 8              | 13             | 13             | 90             |
| 평균 상대 습도 (%) (7:00) | 83             | 83             | 86             | 85             | 79             | 78             | 75             | 77             | 84             | 85             | 86             | 82             | 82             |
| 평균 월간 일조시간        | 176.7          | 180.0          | 182.9          | 201.0          | 282.1          | 306.0          | 325.5          | 306.9          | 237.0          | 204.6          | 159.0          | 167.4          | 2,729.1        |
| 평균 일일 일조시간        | 5.7            | 6.3            | 5.9            | 6.7            | 9.1            | 10.2           | 10.5           | 9.9            | 7.9            | 6.6            | 5.3            | 5.4            | 7.5            |
| 출처: 독일 기상청         |                |                |                |                |                |                |                |                |                |                |                |                |                |